# Nowy Czartorysk (gmina)
Nowy Czartorysk (do 1931 M(i)edwieże) – dawna gmina wiejska istniejąca do 1939 roku w woj. wołyńskim (obecnie na Ukrainie). Siedzibą władz gminy był Nowy Czartorysk.
Gmina Nowy Czartorysk powstała 31 lipca 1931 roku w powiecie łuckim w woj. wołyńskim w związku z przemianowaniem gminy Miedwieże na Nowy Czartorysk Była to najbardziej peryferyjnie położona gmina powiatu.
Według stanu z dnia 4 stycznia 1936 roku gmina składała się z 19 gromad:

1. Budki,
2. Chrask,
3. Cminy,
4. Czartorysk,
5. Huta Lisowska,
6. Kamienucha,
7. Kołodie,
8. Kościuchnówka,
9. Koźlinicze,
10. Lisów,
11. Miedwieże,
12. Miedwieże Małe,
13. Nowy Czartorysk,
14. Nowosiółki,
15. Nowe Podcerewicze,
16. Podhacie,
17. Rudka Kukielska,
18. Stare Podcerewicze,
19. Wołczesk[4].

Po wojnie obszar gminy Nowy Czartorysk wszedł w struktury administracyjne Związku Radzieckiego.